# Sematophyllum curvirostre
Sematophyllum curvirostre là một loài Rêu trong họ Sematophyllaceae. Loài này được (Harv.) B.C. Tan mô tả khoa học đầu tiên năm 2000.